# Phan Vỹ Bá
Phan Vỹ Bá (tiếng Trung Phồn thể: 潘瑋柏, Giản thể: 潘玮柏, Bính âm: Pān Wěibó), tên tiếng Anh: Wilber Pan hay Will Pan. Sinh ngày 6 tháng 8 năm 1980. Anh là một nghệ sĩ toàn năng trong nhiều lĩnh vực như ca sĩ, nhạc sĩ, rapper, nhà sản xuất âm nhạc, diễn viên, doanh nhân và nhà đầu tư. Anh khởi nghiệp với vai trò VJ của kênh âm nhạc Channel V. Năm 2011, anh nhận được giải Ảnh đế với vai Lương Cảnh Hạo trong phim truyền hình Tình Yêu Vô Tận" (Endless Love - 愛∞無限) tại Lễ trao giải Kim Chung (Golden Bell Awards) lần thứ 46, được xem như là giải Emmy của Đài Loan.
Trong những năm gần đây, Phan Vỹ Bá bắt đầu hướng sang lĩnh vực kinh doanh. Ngày 4/7/2009, anh cùng với MC Lý Thần ra mắt cửa hàng đầu tiên của nhãn hiệu thời trang đường phố NPC (New Project Center) do cả hai đồng sáng lập tại Thượng Hải, Trung Quốc, sau đó mở thêm các chi nhánh ở Bắc Kinh (10/2/2010), Hàng Châu (27/12/2012), trung tâm mua sắm IAPM Thượng Hải (9/11/2013), Thành Đô (25/7/2015), Nam Kinh (14/05/2016), Tây An (21/10/2016) và shop online taobao. Năm 2010, Vỹ Bá sáng lập nhãn hiệu thời trang Undisputed của riêng mình. Anh cũng là đồng sáng lập kiêm Giám đốc sáng tạo (CCO: Chief Creative Officer) của công ty phần mềm Camigo Media chuyên lập trình games như MeWantBamboo (1&2)", "Pig Rockets", "Fish Off"... cho các thiết bị di động, đạt được hơn 20 triệu lượt download trên App Store và Google Play tính đến thời điểm đó. Tháng 4/2013, anh mua lại 0.067% cổ phần của đội bóng rổ Brooklyn Nets từ rapper Jay-Z, trở thành người Mỹ gốc Hoa đầu tiên sở hữu cổ phần trong một đội bóng rổ Mỹ.
Năm 2013, anh xếp thứ 76 trong Top 100 người nổi tiếng Hoa Ngữ của Forbes và đứng thứ 44 trong danh sách thu nhập với mức thu nhập 31.9 triệu Nhân dân tệ vào năm 2012.

## Tiểu sử

### Gia đình
Phan Vỹ Bá sinh ra và lớn lên tại tiểu bang West Virginia, Mỹ và trở về Đài Loan năm 7 tuổi. Gia đình anh gồm có ba, mẹ và em trai. Ba anh là Phan Chí Vỹ, người Thượng Hải, một giáo sư Tâm lý học tại trường Đại học Quốc gia Đài Loan. Mẹ anh là Lâm Bá Thanh, người Phúc Kiến. Em trai Phan Vỹ Giai (tên tiếng Anh: Ben Pan) nhỏ hơn anh 3 tuổi, hiện làm việc ở một công ty phần mềm.

### Học vấn
Anh học tiểu học và trung học ở trường Dominican International School (DIS) và Taipei American School (TAS) rồi tốt nghiệp năm 1999. Anh nhận được học bổng của một trường D3 (Division 1,2,3: cách phân cấp bậc các trường đại học ở Mỹ) nhờ thành tích trong đội tuyển bóng rổ hồi trung học. Nhưng anh đã từ chối học bổng ấy và chọn theo học tại trường Đại học Bách Khoa California, Mỹ, chuyên ngành Quan hệ công chúng (Public Relations - PR). Tuy nhiên, anh đã bỏ dở việc học đại học để gia nhập làng giải trí. Dù vậy, trong những năm đầu khởi nghiệp, anh vẫn trích một phần thu nhập của mình để chăm lo cho em trai học đại học tại Mỹ.

## Sự nghiệp

### 1999
Phan Vỹ Bá tham gia cuộc thi ca hát "BCC Star" khi đang thực tập tại Công ty truyền thanh Trung Quốc. Sau đó anh tiếp tục tham gia cuộc thi của NMG/BMG Los Angeles và giành giải "Hình tượng đẹp nhất". Anh lọt vào mắt xanh của quản lý Andy Zhang Trương Thế Minh và được mời làm dẫn chương trình cho Channel V ở Hongkong.

### 2001 - 2002
Năm 2001, anh ký hợp đồng với BMG và khởi nghiệp với vai trò dẫn chương trình V Style Society cùng Jason Đường Chí Trung. Trong năm này, anh cũng tham gia bộ phim đầu tay 'Great Teacher' (麻辣鮮師) cùng với Show Luo La Chí Tường,...
Ngày 20/12/2002, anh ra mắt album vol 1 Bích Hổ Dạo Bước (Gecko Stroll - 壁虎漫步). Lúc ấy mọi người trong công ty đều cho rằng album sẽ bán được chỉ 3000 bản, nhưng anh tự tin nói sẽ bán được 8000 bản. Cuối cùng, 13,000 album đã được tiêu thụ hết ở thị trường Đài Loan. Trong album có bài Đứng Bên Cạnh Em (站在你這邊) do Jay Châu Kiệt Luân sáng tác.

### 2003 - 2004
Ngày 19/9/2003, Vỹ Bá ra mắt album vol 2 Microphone Của Tôi (My Microphone - 我的麥克風). Tháng 10/2003, anh tổ chức mini concert đầu tiên Will's Show" ở Nam Cương, Đài Bắc.
Anh tham gia với vai trò khách mời trong 2 bộ phim năm 2003: Đoàn Tàu Tâm Động" (心動列車) và Vô Hà Thiên" (無河天)
Tháng 6/2004, anh phát hành quyển sách ảnh  Đừng Bao Giờ Dạy Tôi Ngữ Pháp" (就是不想學文法), được viết trong thời gian anh nằm viện phẫu thuật vì chấn thương dây chằng đầu gối.
Ngày 3/9/2004, Phan Vỹ Bá phát hành album vol 3 Wu Ha, bao gồm bản song ca Sùng Bái Vui Vẻ (快樂崇拜) với Angela Trương Thiếu Hàm và bài hát Anh Đã Để Em Đi (我讓你走了) do Tank sáng tác.

### 2005 - 2006
Ngày 8/7/2005, anh ra mắt album vol 4 Cao Thủ (Expert - 高手), với bản song ca bất hủ Không Thể Không Yêu (不得不愛) cùng Huyền Tử. Album còn có bài hát Đưa Anh Theo Với (跟我走吧) sáng tác bởi JJ Lâm Tuấn Kiệt.
Ngày 16/12/2005, anh phát hành album remix Will Pan's Freestyle Remix 2005 (潘瑋柏混音2005).
Ngày 23/6/2006, Vỹ Bá ra mắt album vol 5 Xoay Chuyển Địa Cầu (Turn The World Around - 反轉地球), bao gồm bài Mẹ Muốn Hiểu Con Hơn (我想更慬你) song ca cùng Tô Nhuệ.
Ngày 30/9/2006, anh khởi động tour diễn đầu tiên Phan Vỹ Bá - Xoay Chuyển Địa Cầu Concert Tour ở Thượng Hải, Trung Quốc.

### 2007 - 2008
Ngày 14/9/2007, anh phát hành album vol 6 Ngoạn Khốc (Play It Cool '-' 玩酷). Lúc tuyên truyền album này, anh đã giảm cân thành công, trong 1 tháng giảm được 13 kg.
Ngày 20/7/2007, anh phát hành DVD Phan Vỹ Bá 2006-2007' 'Xoay Chuyển Địa Cầu Concert Tour
Ngày 20/10/2007, anh tiếp tục tour diễn Phan Vỹ Bá - Xoay Chuyển Địa Cầu Concert Tour ở Hợp Phì, Trung Quốc.
Tháng 3/2008, anh cùng với Trương Học Hữu và S.H.E thu âm bài hát Màu Đỏ Toàn Cầu (紅遍全球), là một trong những
bài hát rước đuốc của Thế Vận Hội mùa hè 2008 (2008 Summer Olympics) ở Bắc Kinh.
Ngày 18/7/2008, anh ra mắt album tổng hợp Tương Lai Của Will (Will's Future - Will's 未來式), bao gồm 3 bài hát mới, hai bản medley remix và 29 bài hát đã phát hành trong các album trước. Một trong 3 bài hát mới là Mùa Hè Cuồng Nhiệt (夏日瘋), nhạc phim Lý Lẽ Con Tim" (Miss No Good - 不良笑花) do anh thủ vai chính cùng Rainie Dương Thừa Lâm. 2 bài còn lại là bản tiếng Phổ Thông và tiếng Quảng Đông của Chuyển Đổi (轉機).

### 2009 - 2011
Ngày 22/5/2009, anh phát hành album vol 7 007 (零零七), bao gồm bài hát Be With You hợp tác với Thiên Vương R&B Akon và Song Nhân Vũ (雙人舞) với MV có sự góp mặt của Lee Da Hae. Ngoài ra còn có sự tham gia diễn xuất của Trần Khuông Di và Trần Đình Ni trong các MV Vô Trọng Lực (無重力) và Cho Thuê Nhà Vắng (寂屋出租).
Từ tháng 9 đến tháng 12/2009, anh tổ chức tour diễn thứ 2 I'm Will mở đầu ở Thượng Hải, Trung Quốc và kết thúc tại Nhà thi đấu Đài Bắc, Đài Bắc, Đài Loan. Năm 2010, anh tham gia bộ phim Người Gấu Trúc" (Pandamen -熊貓人) do Châu Kiệt Luân làm đạo diễn với vai khách mời Jason, và thủ vai nam chính Lương Cảnh Hạo trong phim truyền hình Tình Yêu Vô Tận" (Endless Love - 愛∞無限).
Ngày 14/1/2011, anh phát hành album vol 8 808, bao gồm Chúng Ta Đều Sợ Đau Thương (我們都怕痛) - bài hát chủ đề của phim Tình Yêu Vô Tận" (Endless Love - 愛∞無限) và Xúc Động (觸動) với sự tham gia diễn xuất của Nickhun (2PM) trong MV.
Ngày 18/6/2011, anh là khách mời trình diễn phần mở màn cho Lễ trao giải Kim Khúc lần thứ 22 (Golden Melody Awards) tại Nhà thi đấu Đài Bắc.
Ngày 21/10/2011, anh nhận được giải thưởng Nam diễn viên chính xuất sắc nhất với vai Lương Cảnh Hạo trong phim truyền hình Tình Yêu Vô Tận" (Endless Love - 愛∞無限) tại Lễ trao giải Kim Chung lần thứ 46 (Golden Bell Awards).

### 2012
Từ ngày 28-29/8/2012, anh hợp tác với Google+ và YouTube tổ chức 24h Google+ Hangouts On-Air" nhằm quảng bá cho album mới. Anh trở thành nghệ sĩ người Mỹ gốc Hoa đầu tiên chia sẻ cuộc sống thường ngày của mình trực tiếp trên Google+ Hangouts On-Air.
Ngày 31/8/2012, anh phát hành album vol 9 24 Billy (The Story Of Billy - 24個比利). Ý tưởng của album dựa trên tiểu thuyết The Minds Of Billy Milligan của nhà văn người Mỹ Daniel Keyes, kể về câu chuyện có thật của tên tội phạm mắc chứng đa nhân cách Billy. Bài hát chủ đề 24 Billy (24個比利) do chính anh sáng tác là tâm tư của Phan Vỹ Bá về việc anh bị dư luận chỉ trích rằng diễn xuất của anh không xứng đáng nhận giải Ảnh đế tại Lễ trao giải Kim Chung lần thứ 46 (Golden Bell Awards). MV được quay tại Hàn Quốc với toàn bộ diễn viên người Hàn, do Hong Won Ki làm đạo diễn. Ngoài ra còn có sự góp mặt của Hứa Vỹ Ninh trong MV Bỏ Quên Chiếc Ôm (忘記擁抱) và Đậu Huệ Muội trong MV Dành Riêng Cho Em (專屬於你).
Ngày 13/10/2012, anh tổ chức mini concert Dành Riêng Cho Em (專屬於)" tại Neo19, Đài Loan. Concert được phát trực tiếp trên kênh YouTube của riêng anh: willpan4u, với khách mời Cyndi Vương Tâm Lăng.
Tour diễn thứ ba của anh Phóng Thích Bản Thân (Unleashed -釋放自己) World Tour" khởi hành ngày 10/11/2012 tại Shanghai Gymnasium, Thượng Hải. Đây là lần đầu tiên anh giữ vai trò là nhà sản xuất cho concert, thiết kế sân khấu, ánh sáng và phục trang, sắp xếp ca khúc và biên khúc.
Ngày 27/12, anh và MC Lý Thần khai trương cửa hàng NPC thứ 3 tại Hàng Châu, Trung Quốc.

### 2013
Tháng 5/2013, anh trở thành Đại sứ phòng chống ma túy năm 2013 của Bộ Tư Pháp Đài Loan.

### 2014
Ngay 13/6/2014, anh phát hành album vol 10 Ngôi Vua Và Chú Hề (Crown & Clown - 王者丑生). Ca khúc chủ đề Chú Hề (小丑) với sự dàn dựng của đạo diễn Hong Won Ki tiết lộ cuộc sống nghệ sĩ đầy sắc bén của anh sau hơn 10 năm trong nghề, lấy cảm hứng từ vai diễn Joker của cố diễn viên Heath Ledger trong phim điện ảnh The Dark Knight". Album còn bao gồm bài hát Tiếng Nói Của Vua (王者之聲) với ý tưởng từ bộ phim Anh quốc từng đoạt 4 giải Oscar The King's Speech" và ca khúc song ca cùng Dương Thừa Lâm Tiếng Ngáy (打呼) do chính Vỹ Bá sáng tác.
Anh đã lên kế hoạch tổ chức concert Vườn Địa Đàng (伊殿園) (vào ngày 25/10/2014, nhưng đến ngày 24/10 do quá gấp rút tập luyện cho màn trình diễn trên không, anh bị kiệt sức và đầu bị va đập gây ra vết thương dài đến 17 cm. Anh được đưa đến bệnh viện, phải tiến hành 2 ca tiểu phẫu và hủy bỏ concert. Dù vậy, tối ngày 25/10/2014, các fans hâm mộ vẫn có mặt tại Nhà thi đấu Đài Bắc, hát vang ca khúc Từ Mai Về Sau (明天過後), ca khúc anh đã sáng tác gợi nhắc những kỉ niệm của anh với người hâm mộ nếu sau này anh từ giã sân khấu, mà anh dự định sẽ hát lần đầu tiên và duy nhất trong concert này. Rất nhiều lời chúc tốt đẹp, mong Phan Vỹ Bá mau hồi phục đã được các fans và bạn bè trong ngành cũng như ngoài ngành gửi đến anh qua các video, mạng xã hội. Bác sĩ nói rằng anh phải ở lại bệnh viện theo dõi 5-7 ngày, nhưng điều may mắn là anh hồi phục rất tốt, nhanh hơn hẳn các bệnh nhân khác. Vào ngày 14/12/2014, anh thông báo qua mạng xã hội rằng concert sẽ được tổ chức lại vào ngày 31/5/2015, đổi tên là Vườn Địa Đàng - Vị Vua Trở Lại (伊殿園 王者歸來). Concert đã diễn ra thành công tốt đẹp với sự xuất hiện của các khách mời La Chí Tường, Thái Y Lâm và Dương Thừa Lâm.

### 2015
Từ ngày 8/4/2015 đến tháng 7/2015, anh tham gia phim truyền hình đại lục "Không Thể Không Yêu" (Be With You - 不得不愛) chuyển thể từ tiểu thuyết Sai Lầm Nối Tiếp của Lam Bạch Sắc, với vai nam chính Hồ Khiên Dư. Phim do đạo diễn Hongkong Tằng Lệ Trân chỉ đạo diễn xuất, nữ chính Lâm Vi Linh do diễn viên trẻ người Trung Quốc Từ Lộ thủ vai. Phim dự kiến sẽ lên sóng vào năm 2016.
Từ ngày 7/9/2015, Phan Vỹ Bá tham gia chương trình truyền hình thực tế "Bố Tỏa Sáng" (Charming Daddy - 闪亮的爸爸) của Trung Quốc đại lục, được mua lại bản quyền từ chương trình Hello Baby của Hàn Quốc, ghi hình trong 33 ngày. Chương trình phát sóng trên đài truyền hình vệ tinh Thâm Quyến lúc 20h10 (giờ VN) mỗi tối thứ 7 hàng tuần bắt đầu từ ngày 28/11/2015.

### 2016
Ngày 14/05/2016, anh cùng Nic Li Lý Thần khai trương cửa hàng NPC thứ 6 tại Nam Kinh, Trung Quốc.
Phan Vỹ Bá là thành viên khách mời của show thực tế "Tôi Đi Học Đây" (Off To School - 我去上学啦) mùa 2, phát sóng vào tháng 6 trên đài Chiết Giang cùng với Lưu Mẫn Đào và các thành viên cố định là Đại Trương Vỹ, Ella Trần Gia Hoa, Trương Đan Phong, Lộc Hàm.
Phan Vỹ Bá tham gia chương trình Happy Camp của đài Hồ Nam cùng với Hoắc Kiến Hoa, Tần Hải Lộ, Trương Nghệ Hưng, SNH48 được phát sóng ngày 10.09.2016.
Anh tham gia ghi hình show thực tế "Đến Nào Nói Làm Là Làm" (Yes, We Do! - 来吧说做就做) với vai trò là thành viên cố định cùng với Trần Tiểu Xuân, Bao Bối Nhĩ, Tôn Kiên, Đoàn Bác Văn và Tạ Bân Bân.
Phan Vỹ Bá cùng La Chí Tường và Hạ Quân Tường trở thành khách mời trong MV Khán giả (觀眾) của bạn thân Dương Thừa Lâm phát hành ngày 13/10.
Ngày 21/10, Vỹ Bá và Nic Li Lý Thần khai trương thêm một cửa hàng NPC ở Tây An, Trung Quốc.
Ngày 26/12, đã diễn ra buổi họp báo ký hợp đồng giữa Phan Vỹ Bá và công ty quản lý  国韵文化 Quốc Vận Văn Hóa (China Music). Từ đây, anh sẽ trở thành ca sĩ của China Music và có công ty đĩa hát là YuGe音乐 (YuGe Music).
Phim truyền hình đại lục "Không Thể Không Yêu" (Be With You - 不得不愛) chuyển thể từ tiểu thuyết Sai Lầm Nối Tiếp của Lam Bạch Sắc sẽ phát sóng trên trang online IQIYI kể từ ngày 02/01/2017 lúc 19h (giờ VN) dành cho hội viên VIP.
Album vol 11 của anh đã chính thức hoàn thành, dự kiến đầu năm 2017 sẽ phát hành.

## Hoạt động xã hội
Năm 2009, anh sáng tác ca khúc Người Yêu Dấu (親愛的) trong album 007 (零零七), là ca khúc chủ đề nằm trong dự án "Làm Bạn Với Trẻ Em Thế giới" của World Vision Đài Loan 2009. MV là chuyến hành trình của Phan Vỹ Bá đến với các trẻ em ở Cộng Hòa Honduras, Bắc Mỹ trong dự án World Vision.
Tháng 8/2012, anh đến Quý Dương, Trung Quốc để tham gia chiến dịch từ thiện Em Muốn Đến Trường" do Music Radio tổ chức. Là một đại sứ của chiến dịch, anh cùng Jeremy Kỷ Giai Tùng sáng tác bài hát Yêu X Yêu (愛X愛), với sự góp giọng của nhiều nghệ sĩ Universal Music như Vương Tâm Lăng, Lương Tịnh Như, Da Mouth,...
Tháng 10/2013, anh và Dương Thừa Lâm là đại sứ cho chiến dịch "30 Giờ Cứu Đói" ở Đài Loan. 2 tháng sau, anh cùng Thừa Lâm thực hiện một chuyến đi 6 ngày đến Cộng Hòa Niger, Tây Phi để viếng thăm và tuyên truyền kiến thức cho những người dân đặc biệt là trẻ em nơi đây.

## MC
| Năm  | Đài truyền hình  | Chương trình                     | Ghi chú                               |
| ---- | ---------------- | -------------------------------- | ------------------------------------- |
| 2001 | Channel V        | V Style Society ([V]式會社)      |                                       |
| 2001 | Channel V        | Nan Fang Wa Kao Yao (南方哇靠妖) |                                       |
| 2001 | Channel V        | Da Han Liu (大韓流)              |                                       |
| 2002 | Channel V        | On The Go (拍拍走)               |                                       |
| 2002 | TVBS-G           | La Mode News                     |                                       |
| 2003 | Channel V        | PK Hip Hop (嗆嘻哈)              |                                       |
| 2003 | Channel V        | Jing Wu Men (精舞門)             |                                       |
| 2004 | Channel V        | Will Show (Will秀)               |                                       |
| 2004 | Channel V        | Top Dog (誰來挑戰)               |                                       |
| 2004 | Channel V        | Hit On (勁爆點)                  |                                       |
| 2012 | GTV Variety Show | Giải Trí 100%                    | MC khách mời (tập phát sóng ngày 7/9) |

## Hoạt động âm nhạc

### Album
| #      | Tên album                           | Ngày phát hành | Ngôn ngữ               | Công ty đĩa hát        | Tracks |
| ------ | ----------------------------------- | -------------- | ---------------------- | ---------------------- | --- |
| Vol 1  | 《Bích Hổ Dạo Bước (壁虎漫步)》     | 20/12/2002     | Phổ thông              | Universal Music Taiwan | Bài hát - CD 1. Bích Hổ Dạo Bước 壁虎漫步 2. Tell Me Feat.Thái Quyên Quyên 3. Kiss Me 123 4. Just When I Needed You Most 5. Good Love 6. Anh Không Sợ 我不怕 7. X Spy 8. Đứng Bên Cạnh Em 站在你這邊 9. Không Học Được 學不會 10. Khách Mời Đặc Biệt 特別來賓(REMIX) Feat.Hứa Tuệ Hân                                               |
| Vol 2  | 《Microphone Của Tôi (我的麥克風)》 | 18/9/2003      | Phổ Thông              | Universal Music Taiwan | Bài hát - CD 1. Microphone Của Tôi 我的麥克風 2. Kì Phùng Địch Thủ 咖哩辣椒 Feat.Đường Chí Trung 3. Yêu Em Của Tương Lai 愛上未來的妳 4. Chúng Ta Đều Sẽ Sai 我們都會錯 5. IF I CAN'T HAVE YOU 6. HOW ARE YOU 7. Không Phải Em Không Thể 非妳不可 8. Có Lời Muốn Nói 有話直說 9. I LIKE YOU LIKE THAT 10. Đến Lúc Thổ Lộ 到時候再說 |
| Vol 3  | 《Wu Ha》                           | 6/9/2004       | Phổ Thông & Quảng Đông | Universal Music Taiwan | Bài hát - CD 1. WUHA 2. Sùng Bái Vui Vẻ 快樂崇拜 Feat.Trương Thiếu Hàm 3. Anh Đã Để Em Đi 我讓你走了 4. Giương Đông Kích Tây 聲東擊西 5. Kiss Night 6. Tôi Không Biết Tiếng Quảng Đông 我不識廣東話 7. DO THAT TO ME ONE MORE TIME 8. Tâm Tròn 圓心 9. Rất Muốn Yêu Em 太想愛你 10. Nói Được Làm Được 說到作到                      |
| Vol 4  | 《Cao Thủ (高手)》                  | 8/7/2005       | Phổ Thông              | Universal Music Taiwan | Bài hát - CD 1. Ai Là MVP 誰是MVP 2. Không Thể Không Yêu 不得不愛 Feat.Huyền Tử 3. Cao Thủ 高手 Feat.Vince 4. Thiền Vũ Bất Nhị 禪舞不二 5. Xin Đừng Quên Anh 不要忘了我 6. BABY BYE 7. Phòng Nhỏ Quyết Chiến 決戰鬥室 8. Đưa Anh Theo Với 跟我走吧 9. Nhất Chỉ Thần Công 一指神功 10. Yêu Rất Dễ Dàng 愛很容易                      |
| Vol 5  | 《Xoay Chuyển Địa Cầu (反轉地球)》  | 23/6/2006      | Phổ Thông              | Universal Music Taiwan | Bài hát - CD 1. Xoay Chuyển Địa Cầu 反轉地球 2. Mê Hoặc 著迷 3. Mang Theo Tình Anh 戴上我的愛 Feat.Vương Lạc Đan 4. Cơ Hội 機會 5. Có Điện Thoại 來電 6. Mẹ Muốn Hiểu Con Hơn 我想更懂你 Feat.Tô Nhuệ 7. Có Mặt Khắp Nơi 無所不在 8. Nhà Thơ Đường Phố 街頭詩人 9. Kịch Như Đời Người 戲如人生 10. Cảm ơn 謝謝 11. PAN@SONIC        |
| Vol 6  | 《Ngoạn Khốc (玩酷)》               | 14/9/2007      | Phổ Thông              | Universal Music Taiwan | Bài hát - CD 1. Ngoạn Khốc 玩酷 2. Quang Vinh 光榮 3. Câu Chuyện Hoàn Mỹ 完美故事 4. Đường Quá Gập Ghềnh 路太彎 5. Giấc Mộng Ban Ngày 白日夢 6. Nói Em Yêu Anh 說你愛我 7. Yêu Không Xa Rời 愛不離 8. Vô Phương Kháng Cự 無法抗拒 9. Tình Nhân Khách Mời 客串情人 10. Cạnh Bên 左右 11. Shut up Feat.Tín                            |
| Vol 7  | 《007 (零零七)》                    | 22/5/2009      | Phổ Thông              | Universal Music Taiwan | Bài hát - CD 1. Song Nhân Vũ 雙人舞 2. Phiên Bản Giới Hạn 限量發行 3. Vô Trọng Lực 無重力 4. Be With You Feat.Akon 5. Bài Tình Ca 愛的歌 6. Cho Thuê Nhà Vắng 寂屋出租 7. Tự Tôi Nhận Thức 自我意識 8. Người Yêu Dấu 親愛的 9. Everytime's Goodtime 10. Như Thế Nào 怎麼著 11. Don't Wanna Say Goodbye                              |
| Vol 8  | 《808》                             | 14/1/2011      | Phổ Thông              | Universal Music Taiwan | Bài hát - CD 1. Bắt Giữ Toàn Diện 全面通緝 2. Tình Yêu Tương Lai 未來愛情 3. Xúc Động 觸動 4. UUU 5. Máy Tính 電腦 6. Thời Đại Tới 次世代 7. Chúng Ta Đều Sợ Đau Thương 我們都怕痛 8. Chú Kiến Bé Nhỏ 小小螞蟻 9. Điện Thoại Của Tôi 我的電話 10. Bờ Vai 肩膀 11. Cuối Cùng 最終                                                    |
| Vol 9  | 《24 Billy (24個比利)》             | 31/8/2012      | Phổ Thông              | Universal Music Taiwan | Bài hát - CD 1. 24 Billy 24個比利 2. Phát Sóng Trực Tiếp 現場直播 3. What Can I Do 4. Bỏ Quên Chiếc Ôm 忘記擁抱 5. Cổ Lực 給力 6. Phóng Thích Bản Thân 釋放自己 7. Hành Khúc Hoa Lệ 華麗進行曲 8. Không Muốn Tỉnh Lại 不想醒來 9. Ngày Hôm Ấy 那一天 10. Dành Riêng Cho Em 專屬於你 11. Baby Tonight                                |
| Vol 10 | 《Ngôi Vua Và Chú Hề (王者丑生)》   | 13/6/2014      | Phổ Thông              | Universal Music Taiwan | Bài hát - CD 1. Liberace 利柏拉契 2. Chú Hề 小丑 3. Tiếng Nói Của Vua 王者之聲 4. Tiếng Ngáy 打呼 Feat.Dương Thừa Lâm 5. Vũ Điệu Cuối Cùng 最後一支舞 6. Một Mình 一個人 7. Mr. Right 8. Tôi Sôi Động Nhất 我最搖擺 9. Vườn Địa Đàng 伊甸園 10. Thế giới Ý Tưởng Của Platon 柏拉圖的異想世界 11. Từ Mai Về Sau 明天過後             |

### Album tổng hợp
| # | Tên album              | Ngày phát hành | Ngôn ngữ               | Công ty đĩa hát        | Tracks |
| - | ---------------------- | -------------- | ---------------------- | ---------------------- | --- |
| 1 | 《Tương Lai Của Will》 | 18/7/2008      | Phổ Thông & Quảng Đông | Universal Music Taiwan | Bài hát - CD1 1. Intro 2. Mùa Hè Cuồng Nhiệt 夏日瘋 (New) 3. Giấc Mộng Ban Ngày 白日夢 4. Bích Hổ Dạo Bước 壁虎漫步 5. Xoay Chuyển Địa Cầu反轉地球 6. Ai Là MVP 誰是MVP 7. Cao Thủ 高手 Feat.Vince 8. Quang Vinh 光榮 9. Phòng Nhỏ Quyết Chiến 決戰鬥室 10. Ngoạn Khốc 玩酷 11. Wu Ha 12. Nhất Chỉ Thần Công 一指神功 13. Shut Up 14. Tell Me Feat.Thái Quyên Quyên 15. Có Điện Thoại 來電 16. Microphone Của Tôi 我的麥克風 17. Sùng Bái Vui Vẻ 快樂崇拜 Feat.Trương Thiếu Hàm 18. Will Power - CD2 1. Chuyển Đổi 轉機 (New) 2. Cảm ơn 謝謝 3. Không Thể Không Yêu 不得不愛 Feat.Huyền Tử 4. Anh Đã Để Em Đi 我讓你走了 5. Kiss Me 123 6. Anh Không Sợ 我不怕 7. Đường Quá Gập Ghềnh 路太彎 8. Chúng Ta Đều Sẽ Sai 我們都會錯 9. Mang Theo Tình Anh Feat.Vương Lạc Đan 10. Yêu Em Của Tương Lai愛上未來的你 11. Nói Em Yêu Anh 說你愛我 12. Đứng Bên Cạnh Em 站在你這邊 13. Just When I Need You Most 14. How Are You 15. Kiss Night 16. Chuyển Đổi 轉機(Quảng Đông) (New) 17. Will Story - DVD 1. Sùng bái Vui Vẻ 快樂崇拜 2. Đường Quá Gập Ghềnh 路太彎 3. Cao Thủ 高手 4. Microphone Của Tôi 我的麥克風 5. Wu Ha 6. Ngoạn Khốc 玩酷 7. Không Thể Không Yêu 不得不愛 8. Bích Hổ Dạo Bước 壁虎漫步 9. Xoay Chuyển Địa Cầu 反轉地球 10. Mẹ Muốn Hiểu Con Hơn 我想更懂你 11. Shut Up Feat. Tín 12. Mang Theo Tình Anh 戴上我的愛 Feat.Vương Lạc Đan |

### Album remix
| # | Album                             | Ngày phát hành | Ngôn ngữ  | Công ty đĩa hát        | Tracks |
| - | --------------------------------- | -------------- | --------- | ---------------------- | --- |
| 1 | 《Will Pan Freestyle Remix 2005》 | 16/12/2005     | Phổ Thông | Universal Music Taiwan | Bài hát - CD 1. Phòng Nhỏ Quyết Chiến 決戰鬥室(REMIX) 2. Ai Là MVP 誰是MVP(REMIX) 3. Cao Thủ 高手(REMIX) 4. Nhất Chỉ Thần Công 一指神功(REMIX) 5. Đứng Cuối Cùng 背水一戰 6. Sùng Bái Vui Vẻ 快樂崇拜(REMIX) 7. Bích Hổ Dạo Bước壁虎漫步(REMIX) 8. Wu Ha(REMIX) 9. Tell Me(REMIX) 10. Microphone Của Tôi 我的麥克風(REMIX) - VCD 1. Phòng Nhỏ Quyết Chiến 決戰鬥室 2. Nhất Chỉ Thần Công 一指神功 |

### Concerts và Tours

#### Mini Concert
| Ngày           | Tên concert                         | Trạm    | Địa điểm                     |
| 2003年10月04日 | Will's Shows - Show Uy Bang Concert | Đài Bắc | Đài Bắc Nam Cương 101        |
| 2005年08月13日 | Phan Vỹ Bá Will - SHOW kỉ niệm      | Đài Bắc | Công viên Điện ảnh Đài Bắc   |
| 2009年07月12日 | 007 - Concert kỉ niệm               | Đài Bắc | Freshwater Fisherman's Wharf |
| 2012年10月13日 | Dành Riêng Cho Em - Concert kỉ niệm | Đài Bắc | Neo 19                       |

#### Concerts và Tours diễn lớn
| Ngày          | Trạm       | Địa điểm                            | Khách mời      |
| 30/9/2006     | Thượng Hải | Sân vận động Thượng Hải             | Faye của F.I.R |
| 28/10/2006    | Nam Kinh   | Trung tâm Thể thao Olympic Nam Kinh | Châu Kiệt Luân |
| 24-26/11/2006 | Bắc Kinh   | Beijing Exhibition Theatre          | -              |
| 3/12/2006     | Tuyền Châu | Jinjiang Stadium                    | Tín, S.H.E     |
| 20/10/2007    | Hợp Phì    | Hefei Olympic Sports Center         | Châu Kiệt Luân |
| 18/11/2007    | Thành Đô   | Trung tâm Thể thao Thành Đô         | Tín            |
| 8/12/2007     | Quý Dương  | Guiyang new stadium                 | -              |
| 1/1/2008      | Quảng Châu | Sân vận động Thế Kỷ Liên            | -              |

| Ngày       | Trạm       | Địa điểm                       | Khách mời                                                             |
| 18/9/2009  | Thượng Hải | Sân vận động bóng đá Hồng Khẩu | Kỷ Giai Tùng                                                          |
| 17/10/2009 | Vũ Hán     | Xinhua Road Stadium            | Kỷ Giai Tùng                                                          |
| 24/10/2009 | Bắc Kinh   | Sân vận động Công nhân         | Kỷ Giai Tùng                                                          |
| 6/12/2009  | Đài Bắc    | Nhà thi đấu Đài Bắc            | MC HotDog, Hứa Tuệ Hân, Giang Ngữ Thần, Kỷ Giai Tùng, Đường Chí Trung |

| Ngày       | Trạm            | Địa điểm             | Khách mời     |
| 10/11/2012 | Thượng Hải      | Shanghai Grand Stage | MC Lý Thần    |
| 17/11/2012 | Bắc Kinh        | Trung tâm MasterCard | Ngô Khắc Quần |
| 19/10/2013 | Ma Cao          | CotaiArena           | -             |
| 24/3/2013  | Quảng Châu      | Guangzhou Gymnasium  | -             |
| 29/6/2013  | Thâm Quyến      | Shenzhen Bay Stadium | -             |
| 20/7/2013  | Singapore       | The MAX Pavilion     | -             |
| 8/2/2014   | Connecticut, Mỹ | Mohegan Sun Arena    | Ocean Ou      |

| Ngày                               | Trạm    | Địa điểm            | Khách mời |
| 25/10/2014 (hủy bỏ do chấn thương) | Đài Bắc | Nhà thi đấu Đài Bắc | -         |

| Ngày      | Trạm    | Địa điểm            | Khách mời                                |
| 31/1/2015 | Đài Bắc | Nhà thi đấu Đài Bắc | La Chí Tường, Thái Y Lâm, Dương Thừa Lâm |

## Phim ảnh

### Phim truyền hình
| Năm  | Đài        | Tên phim                                         | Vai                    | Tên tiếng Trung | Ghi chú                      |
| ---- | ---------- | ------------------------------------------------ | ---------------------- | --------------- | ---------------------------- |
| 2001 | CTS        | Great Teacher (麻辣鮮師)                         | Money (Hàn Thiếu Kiệt) | Money (韓兆傑)  |                              |
| 2002 | CTV        | Happy Campus (麻辣高校生)                        | Money (Hàn Thiếu Kiệt) | Money (韓兆傑)  |                              |
| 2003 | TTV        | Chuyến Xe Tâm Động (心動列車)                    | Jack                   | -               | Khách mời                    |
| 2003 | CTS        | Vô Hà Thiên (無河天)                             | Phan Vỹ Bá             | 潘瑋柏          | Khách mời                    |
| 2008 | CTS        | Lý Lẽ Con Tim (不良笑花)                         | Đường Môn              | 唐門            |                              |
| 2010 | CTS        | Người Gấu Trúc (熊貓人)                          | Jason                  | -               | Khách mời                    |
| 2010 | CTS        | Tình Yêu Vô Tận (愛∞無限)                        | Lương Cảnh Hạo         | 梁景晧          | Ảnh đế Kim Chung lần thứ 46  |
| 2014 | Power TV   | Văn phòng Thám Tử Tài Ba PMAM (PMAM之美好偵探社) | Phan Vỹ Bá             | 潘瑋柏          | Khách mời                    |
| 2016 | ZhejiangTV | Không Thể Không Yêu (不得不愛)                   | Hồ Khiên Dư            | 胡騫予          | Phát sóng từ ngày 02/11/2016 |

### Lồng tiếng
| Năm  | Tên tiếng Trung | Tên                                          | Vai           |
| ---- | --------------- | -------------------------------------------- | ------------- |
| 2008 | 功夫熊猫        | Kung Fu Panda                                | Po            |
| 2011 | 功夫熊貓2       | Kung Fu Panda 2                              | Po            |
| 2011 | 牛兄牛弟 3D     | Ngưu Huynh Ngưu Đệ 3D (Crimson Forest Films) | An Dou (安逗) |

## Sách
| Tên                             | Tên tiếng Trung                      | Tác giả                     | Ngày xuất bản | Nhà xuất bản                 |
| ------------------------------- | ------------------------------------ | --------------------------- | ------------- | ---------------------------- |
| Wilber - Idol Loving Book       | 潘瑋柏寫真應援書                     | Phan Vỹ Bá                  | 2/10/2003     | Sharp Point Publishing Group |
| Đừng Dạy Tôi Ngữ Pháp           | 就是不想學文法－潘帥情境式英文不囉嗦 | Phan Vỹ Bá                  | 18/6/2004     | SBooker Publications         |
| Will& Jason HIP HOP             | 潘瑋柏& Jason's HIP HOP              | Phan Vỹ Bá, Đường Chí Trung | 5/10/2004     | Bo Shi Ke Yi (柏室科藝)      |
| 2005 Cool Play Concert Sách Ảnh | 2005 Cool Play雙帥最激演唱寫真筆記書 | Phan Vỹ Bá                  | 3/2/2005      | SBooker Publications         |
| Miss No Good Documentary Book   | 不良笑花求愛全紀錄                   | Comic Field Productions     | 17/9/2008     | Kadokawa Media (Đài Loan)    |
| Endless Love Photo Book         | 愛∞無限 美麗映象                     | SBooker Editorial           | 26/11/2010    | SBooker Publications         |

## Giải thưởng & Đề cử
| Năm  | Giải thưởng                                                   | Danh mục                                                | Đề cử                                                                | Kết quả   | Ref    |
| ---- | ------------------------------------------------------------- | ------------------------------------------------------- | -------------------------------------------------------------------- | --------- | ------ |
| 2000 | NMG/BMG Los Angeles Singing Competition                       | Best Image Award                                        | Phan Vỹ Bá                                                           | Đoạt giải |        |
| 2003 | Golden Melody Awards, Malaysia                                | Most Popular New Artist (Silver)                        | Phan Vỹ Bá                                                           | Đoạt giải |        |
| 2003 | Golden Melody Awards, Malaysia                                | Most Potential Newcomer (Silver)                        | Phan Vỹ Bá                                                           | Đoạt giải |        |
| 2003 | G-Music Chart Awards                                          | Best Male Artist (sales records)                        | Phan Vỹ Bá                                                           | Đoạt giải | [ 1 ]  |
| 2003 | Phoenix TV Awards                                             | Top 10 Albums of the Year                               | Phan Vỹ Bá                                                           | Đoạt giải |        |
| 2004 | HITO Radio Music Awards                                       | Most Popular New Male Artist (popular vote)             | Phan Vỹ Bá                                                           | Đoạt giải |        |
| 2005 | Hong Kong TVB8 Awards                                         | Top 10 Gold Songs                                       | "Ai Là MVP" (誰是 MVP)trong album Cao Thủ                            | Đề cử     | [ 2 ]  |
| 2005 | Hong Kong TVB8 Awards                                         | Top 10 Gold Songs                                       | "Không Thể Không Yêu" (不得不愛) cùng Huyền Tử trong album Cao Thủ   | Đề cử     | [ 2 ]  |
| 2007 | Metro Radio Hits Music Awards                                 | Best Mandarin Singer                                    | Phan Vỹ Bá                                                           | Đoạt giải | [ 3 ]  |
| 2007 | Metro Radio Hits Music Awards                                 | Outstanding Performance (popular vote)                  | Phan Vỹ Bá                                                           | Đoạt giải | [ 3 ]  |
| 2007 | Hong Kong TVB8 Awards                                         | Top 10 Gold Songs Gold Award                            | "Ngoạn Khốc"(玩酷)từ album Ngoạn Khốc                                | Đoạt giải | [ 4 ]  |
| 2007 | Hong Kong TVB8 Awards                                         | Top 10 Gold Songs                                       | "Ngoạn Khốc"(玩酷)từ album Ngoạn Khốc                                | Đoạt giải | [ 4 ]  |
| 2007 | Hong Kong TVB8 Awards                                         | Most Popular Male Artist (China)                        | Phan Vỹ Bá                                                           | Đoạt giải | [ 4 ]  |
| 2008 | Metro Radio Mandarin Music Awards                             | Most Popular Idol                                       | Phan Vỹ Bá                                                           | Đoạt giải | [ 5 ]  |
| 2008 | Metro Radio Mandarin Music Awards                             | Asia's Best Idol                                        | Phan Vỹ Bá                                                           | Đoạt giải | [ 5 ]  |
| 2008 | Metro Radio Mandarin Music Awards                             | Best Asia Singer                                        | Phan Vỹ Bá                                                           | Đoạt giải | [ 5 ]  |
| 2009 | Metro Radio Mandarin Music Awards                             | Songs of the Year                                       | "Be With You" feat Akon trong album 007                              | Đoạt giải | [ 6 ]  |
| 2009 | Metro Radio Mandarin Music Awards                             | Best Original Song                                      | "Song Nhân Vũ" (雙人舞) từ album 007                                 | Đoạt giải | [ 6 ]  |
| 2009 | Metro Radio Mandarin Music Awards                             | Best Asia Singer-Dancer                                 | Phan Vỹ Bá                                                           | Đoạt giải | [ 6 ]  |
| 2011 | 15th Global Mandarin Chart Music Award 第15屆全球華語榜中榜   | Most Popular Male Singer Award (Hong Kong/Taiwan)       | Phan Vỹ Bá                                                           | Đoạt giải | [ 7 ]  |
| 2011 | 15th Global Mandarin Chart Music Award 第15屆全球華語榜中榜   | Best Style on Stage                                     | Phan Vỹ Bá                                                           | Đoạt giải | [ 7 ]  |
| 2011 | Singapore Hit Awards 2011                                     | Most Popular Male Artiste Award                         | Phan Vỹ Bá                                                           | Đề cử     | [ 8 ]  |
| 2011 | 46th Taiwan Golden Bell Awards                                | Best Leading Actor in a Television Series               | vai Lương Cảnh Hạo trong phim Tình Yêu Vô Tận                        | Đoạt giải | [ 9 ]  |
| 2012 | MY Astro Music Awards 第三屆 MY Astro至尊流行榜頒獎典禮       | Best International Male Singer                          | Phan Vỹ Bá                                                           | Đoạt giải | [ 10 ] |
| 2012 | MY Astro Music Awards 第三屆 MY Astro至尊流行榜頒獎典禮       | Best Stage Performer                                    | Phan Vỹ Bá                                                           | Đoạt giải | [ 10 ] |
| 2012 | MY Astro Music Awards 第三屆 MY Astro至尊流行榜頒獎典禮       | MY Astro choice for Best International Singer           | Phan Vỹ Bá                                                           | Đoạt giải | [ 10 ] |
| 2012 | MY Astro Music Awards 第三屆 MY Astro至尊流行榜頒獎典禮       | Top 25 Golden Melodies                                  | "Chúng Ta Đều Sợ Đau Thương" (我們都怕痛) trong album 808            | Đoạt giải | [ 10 ] |
| 2012 | HITO Radio Music Awards                                       | HITO Best Stage Performer                               | Phan Vỹ Bá                                                           | Đoạt giải | [ 11 ] |
| 2012 | HITO Radio Music Awards                                       | HITO Best Performing Album (HITO 冠軍王)                | 808                                                                  | Đoạt giải | [ 11 ] |
| 2012 | HITO Radio Music Awards                                       | HITO Top 10 Songs                                       | "U U U" trong album 808                                              | Đoạt giải | [ 11 ] |
| 2012 | 5th Mengniu Annual Billboard Music Festival                   | Singer's Role Model of the Year (年度榜樣歌手)          | Phan Vỹ Bá                                                           | Đoạt giải | [ 12 ] |
| 2012 | 20th Chinese Music Chart Awards                               | All Round Artist of the Year (Hong Kong/Taiwan)         | Phan Vỹ Bá                                                           | Đoạt giải | [ 13 ] |
| 2012 | 20th Chinese Music Chart Awards                               | Most Popular Male Singer of the Year (Hong Kong/Taiwan) | Phan Vỹ Bá                                                           | Đoạt giải | [ 13 ] |
| 2012 | 20th Chinese Music Chart Awards                               | Golden Melodies of the Year                             | "24 Billy" (24個比利) từ album 24 Billy                              | Đoạt giải | [ 13 ] |
| 2013 | 3rd Global Chinese Golden Chart Awards 第三屆全球流行音樂金榜 | Most Popular Male Singer of the Year                    | Phan Vỹ Bá                                                           | Đoạt giải | [ 14 ] |
| 2013 | 3rd Global Chinese Golden Chart Awards 第三屆全球流行音樂金榜 | Best Stage Performer of the Year                        | Phan Vỹ Bá                                                           | Đoạt giải | [ 14 ] |
| 2013 | 3rd Global Chinese Golden Chart Awards 第三屆全球流行音樂金榜 | Top 20 Golden Melodies of the Year                      | "Không Muốn Tỉnh Lại" (不想醒來) từ album 24 Billy                   | Đoạt giải | [ 14 ] |
| 2013 | MY Astro Music Awards                                         | MY Astro choice for Best International Singer           | Phan Vỹ Bá                                                           | Đoạt giải | [ 15 ] |
| 2013 | MY Astro Music Awards                                         | Best Stage Performer                                    | Phan Vỹ Bá                                                           | Đoạt giải | [ 15 ] |
| 2013 | MY Astro Music Awards                                         | Top 25 Golden Melodies                                  | "Không Muốn Tỉnh Lại" (不想醒來) từ album 24 Billy                   | Đoạt giải | [ 15 ] |
| 2013 | 17th Global Mandarin Chart Music Award                        | Best All Round Male Singer                              | Phan Vỹ Bá                                                           | Đoạt giải | [ 16 ] |
| 2013 | 17th Global Mandarin Chart Music Award                        | Best Stage Performer                                    | Phan Vỹ Bá                                                           | Đoạt giải | [ 17 ] |
| 2013 | Music Radio China Top Chart Awards 蒙牛綠色心情中國TOP排行榜  | Most Popular Male Singer of the Year (Hong Kong/Taiwan) | Phan Vỹ Bá                                                           | Đoạt giải | [ 18 ] |
| 2013 | Music Radio China Top Chart Awards 蒙牛綠色心情中國TOP排行榜  | Best Record Producer of the Year (Hong Kong/Taiwan)     | Phan Vỹ Bá, Kỷ Giai Tùng                                             | Đoạt giải | [ 18 ] |
| 2013 | Music Radio China Top Chart Awards 蒙牛綠色心情中國TOP排行榜  | Golden Melodies of the Year                             | "24 Billy" (24個比利) từ album 24 Billy                              | Đoạt giải | [ 18 ] |
| 2013 | HITO Radio Music Awards                                       | Best Male Dance Artist                                  | Phan Vỹ Bá                                                           | Đoạt giải | [ 19 ] |
| 2013 | HITO Radio Music Awards                                       | Media Award (Male Singer) (全球傳媒推崇男歌手)          | Phan Vỹ Bá                                                           | Đoạt giải | [ 19 ] |
| 2013 | HITO Radio Music Awards                                       | Top 10 Mandarin Songs of The Year                       | "24 Billy" (24個比利) từ album 24 Billy                              | Đoạt giải | [ 19 ] |
| 2013 | 6th CSC Music Awards                                          | Best Male Singer of The Year                            | Phan Vỹ Bá                                                           | Đoạt giải | [ 20 ] |
| 2013 | 6th CSC Music Awards                                          | CSC choice for Albums of The Year                       | 24 Billy                                                             | Đoạt giải | [ 20 ] |
| 2013 | 6th CSC Music Awards                                          | Top 20 Golden Melodies of the Year                      | "24 Billy" (24個比利) từ album 24 Billy                              | Đoạt giải | [ 20 ] |
| 2013 | Global Chinese Music Awards 2013                              | Outstanding Regional Artiste Award (Taiwan)             | Phan Vỹ Bá                                                           | Đoạt giải | [ 21 ] |
| 2013 | Global Chinese Music Awards 2013                              | Top 20 Hits of the Year                                 | "Không Muốn Tỉnh Lại" (不想醒來) từ album 24 Billy                   | Đoạt giải | [ 21 ] |
| 2013 | Global Chinese Music Awards 2013                              | Top 5 Most Popular Male Artistes Award                  | Phan Vỹ Bá                                                           | Đoạt giải | [ 21 ] |
| 2013 | Global Chinese Music Awards 2013                              | Best Stage Performing Artiste Award                     | Phan Vỹ Bá                                                           | Đoạt giải | [ 21 ] |
| 2013 | Singapore Hit Awards 2013                                     | Most Popular Male Artiste                               | Phan Vỹ Bá                                                           | Đoạt giải | [ 22 ] |
| 2013 | Singapore Hit Awards 2013                                     | Versatile Male Artiste                                  | Phan Vỹ Bá                                                           | Đoạt giải | [ 23 ] |
| 2013 | Singapore Hit Awards 2013                                     | Charismatic Male Performer                              | Phan Vỹ Bá                                                           | Đoạt giải | [ 23 ] |
| 2013 | Singapore Hit Awards 2013                                     | Favourite Music Video                                   | "24 Billy" (24個比利) từ album 24 Billy                              | Đoạt giải | [ 23 ] |
| 2013 | 7th Migu Music Award                                          | Most Popular Male Singer (Hong Kong/Taiwan)             | Will Pan                                                             | Đoạt giải | [ 24 ] |
| 2013 | 7th Migu Music Award                                          | Top 10 best-selling single downloads                    | "24 Billy" (24個比利) từ album 24 Billy                              | Đoạt giải | [ 24 ] |
| 2014 | 2014 MTV Europe Music Awards                                  | Best Taiwanese Act                                      | Phan Vỹ Bá                                                           | Đề cử     | [ 25 ] |
| 2015 | HITO Radio Music Awards                                       | Most Popular Male Singer                                | Phan Vỹ Bá                                                           | Đoạt giải | [ 26 ] |
| 2015 | HITO Radio Music Awards                                       | HITO Best Duet                                          | "Tiếng Ngáy" (打呼) feat.Dương Thừa Lâm) từ album Ngôi Vua Và Chú Hề | Đoạt giải | [ 26 ] |
| 2015 | HITO Radio Music Awards                                       | Top 10 Mandarin Songs of The Year                       | "Tiếng Ngáy" (打呼) feat.Dương Thừa Lâm) từ album Ngôi Vua Và Chú Hề | Đoạt giải | [ 26 ] |
| 2015 | HITO Radio Music Awards                                       | Star Personality Artiste Award (絕對星態度藝人)         | Phan Vỹ Bá                                                           | Đoạt giải | [ 26 ] |
| 2016 | The 4th VChart Awards                                         | Hot Trend Hongkong/Taiwan Artist                        | Phan Vỹ Bá                                                           | Đoạt giải |        |
| 2016 | The 4th VChart Awards                                         | Best Stage Performance                                  | Phan Vỹ Bá                                                           | Đoạt giải |        |

## Liên kết
- Trang web chính thức của Phan Vỹ Bá
- Facebook chính thức của Phan Vỹ Bá
- Weibo chính thức của Phan Vỹ Bá
- Google+ chính thức của Phan Vỹ Bá
- Kênh YouTube chính thức của Phan Vỹ Bá
- Twitter chính thức của Phan Vỹ Bá
- Instagram chính thức của Phan Vỹ Bá
- Facebook Phan Vỹ Bá Việt Nam Fanclub
- Kênh YouTube của Phan Vỹ Bá Vietnam Fanclub